# 2023年丹德瓦达爆炸
2023年丹德瓦达爆炸是2023年4月26日印度切蒂斯格尔邦丹德瓦达县发生的爆炸事件，10名警察和1名司机死于纳萨尔派的簡易爆炸裝置造成的爆炸。

## 经过
印度毛派（又称纳萨尔派）致力于反对印度政府的武装叛乱。县后备警卫队得知丹德瓦达县的阿兰普尔街区有毛派后，到那里参与了一次反毛派行动。当他们返回时，毛派在车辆的返回路线上用简易爆炸装置袭击了他们。10名县后备警卫队成员和他们的司机在爆炸中丧生。

## 后续
切蒂斯格尔邦警察总监孙德拉吉就此事召开了一次高级官员会议。政府封锁了现场。
北方邦首席部长约吉·阿迪亚纳斯发推特表示哀悼。切蒂斯格尔邦首席部长布佩什·巴盖尔（Bhupesh Baghel）向受害者家属表示同情，并谴责这一攻击。他发推特说，对县后备警卫队士兵的袭击令人遗憾，每个人都应该对死者表示尊重。袭击发生后，布佩什·巴盖尔致电印度内政部长阿米特·沙阿，后者向他保证提供一切可能的援助。阿米特·沙阿发推特表示哀悼，并称“我对在丹德瓦达发生的对切蒂斯格尔邦警察的懦弱攻击感到愤怒”。印度总理纳伦德拉·莫迪也发推特表示谴责和哀悼。